# Bradford (Illinois)
Bradford es una villa ubicada en el condado de Stark en el estado estadounidense de Illinois. En el Censo de 2010 tenía una población de 768 habitantes y una densidad poblacional de 745,04 personas por km².

## Geografía
Bradford se encuentra ubicada en las coordenadas 41°10′38″N 89°39′30″O / 41.17722, -89.65833. Según la Oficina del Censo de los Estados Unidos, Bradford tiene una superficie total de 1.03 km², de la cual 1.03 km² corresponden a tierra firme y (0%) 0 km² es agua.

## Demografía
Según el censo de 2010, había 768 personas residiendo en Bradford. La densidad de población era de 745,04 hab./km². De los 768 habitantes, Bradford estaba compuesto por el 96.88% blancos, el 0.78% eran afroamericanos, el 0.26% eran amerindios, el 0% eran asiáticos, el 0% eran isleños del Pacífico, el 1.04% eran de otras razas y el 1.04% pertenecían a dos o más razas. Del total de la población el 2.47% eran hispanos o latinos de cualquier raza.